# ISO 3166-2:GA
کد ISO 3166-2:GA بخشی از استاندارد ایزو ۳۱۶۶ برای کشور گابن است که توسط سازمان بین‌المللی استانداردسازی ISO تنظیم شده‌است این سازمان، کدهای استاندارد را برای تقسیمات کشوری (ایالتها یا استانهای) کشورهای فهرست شده در استاندارد ایزو ۳۱۶۶-۱ تعریف می‌کند.

## کد های اجرایی
هر کد شامل دو بخش می‌گردد که توسط علامت - جدا می‌گردند.
- بخش نخست GA که در ایزو ۳۱۶۶-۱ آلفا-۲ کد کشور گابن است.
- بخش دوم شامل یک یا دو یا سه حرف است که بیان‌کننده استان یا ایالت کشور گابن می‌باشد.

## کدها

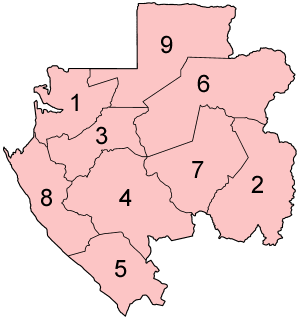
Divisione del Gabon in province, ognuna delle quali segnalata col proprio کدها ISO 3166-2.

| کدها | استان                    |
| ---- | ------------------------ |
| GA-1 | Estuaire Province        |
| GA-2 | Haut-Ogooué Province     |
| GA-3 | Moyen-Ogooué Province    |
| GA-4 | Ngounié Province         |
| GA-5 | Nyanga Province          |
| GA-6 | Ogooué-Ivindo Province   |
| GA-7 | Ogooué-Lolo Province     |
| GA-8 | Ogooué-Maritime Province |
| GA-9 | Woleu-Ntem Province      |